# Four World Financial Center
 (novembre 2018).
Le Four World Financial Center (ou Tour Nord) est un gratte-ciel, situé dans le Financial District de Manhattan, à New York.
Il est situé au 250 Vesey Street, entre le fleuve Hudson et le World Trade Center. Construit en 1986 dans le cadre du World Financial Center complexes, sa hauteur est de 34 étages (150 m).
Après les attentats du 11 septembre, le bâtiment a subi des dommages majeurs à son toit, mais les dégâts généraux pour le bâtiment ont été loin d'être aussi importants qu'ils étaient sur les trois autres tours.